# Orrorin
Orrorin tugenensis là loài đầu tiên của phân họ Người (Homininae) được giả định công nhận, tồn tại ước tính vào khoảng từ 6,1 đến 5,7 Ma BP (Mega/Kilo annum before present: triệu/ngàn năm trước) và được phát hiện vào năm 2000. Hiện không xác nhận Orrorin liên quan đến con người hiện đại như thế nào. Phát hiện ra nó là một luận cứ chống lại giả thuyết rằng australopithecine là tổ tiên của con người, là giả thuyết phổ biến nhất về tiến hóa loài người đến năm 2012 .
Tên của chi Orrorin (số nhiều Orroriek) có nghĩa là "người gốc" trong tiếng Tugen , và tên của các loài được phân loại O. tugenensis xuất phát từ "Tugen Hills" ở Kenya, nơi tìm thấy hóa thạch đầu tiên năm 2000 . Đến năm 2007 đã tìm thấy 20 hóa thạch của loài .

## Phân loại
Nếu Orrorin được chứng minh là tổ tiên trực tiếp của con người, thì các australopithecine như Australopithecus afarensis ("Lucy") có thể được coi là chi nhánh cạnh của cây họ hominid: Orrorin sớm hơn cả, gần 3 triệu năm và giống người con người hiện đại hơn hơn là A. afarensis. Điểm giống nhau chính là xương đùi Orrorin có hình thái gần gũi hơn so với của H. sapiens hơn là của Lucy; tuy nhiên có những tranh cãi về vấn đề này .
Các hóa thạch khác (lá và nhiều loài động vật có vú) được tìm thấy trong thành hệ Lukeino cho thấy Orrorin sống trong môi trường rừng khô thường xanh, không phải là savanna như được giả định bởi nhiều lý thuyết tiến hóa loài người .

## Khám phá
Nhóm nghiên cứu đã phát hiện ra những hóa thạch này vào năm 2000 do Brigitte Senut và Martin Pickford lãnh đạo từ Bảo tàng Lịch sử Tự nhiên Quốc gia Pháp . Các nhà phát hiện kết luận rằng Orrorin là một hominin trên cơ sở vận động bằng hai chân và giải phẫu răng. Dựa trên điều này họ đã đưa ra sự phân tách giữa hominin và loài vượn lớn Châu Phi cách đây ít nhất 7 Ma BP ở vùng Messinian. Số liệu này khác biệt rõ rệt so với kết quả sử dụng phương pháp đồng hồ phân tử (molecular clock approach), nhưng đã được chấp nhận rộng rãi trong các nhà cổ sinh vật học.
Tại bốn di chỉ trong thành hệ Lukeino ở Kenya này năm 2007 đã tìm thấy 20 hóa thạch. Trong số đó các hóa thạch ở Cheboit và Aragai là lâu đời nhất là 6.1 Ma BP). Những hóa thạch ở Kapsomin và Kapcheberek được tìm thấy ở các tầng trên của thành hệ, là 5,7 Ma BP .